# Ophion crassicornis
Ophion crassicornis ist eine Schlupfwespe aus der Unterfamilie der Ophioninae. 

## Taxonomie
Die Art wurde 1982 von dem englischen Entomologen J. P. Brock erstbeschrieben. Das Epitheton crassicornis kommt aus dem Lateinischen und bedeutet „dickhörnig“.

## Merkmale
Im Folgenden eine Artbeschreibung basierend auf dem Werk von Johansson et al. (2019). Die etwa 15 mm langen Schlupfwespen sind ziegelrot gefärbt. Die inneren und äußeren Augenränder sind gelb. Die Mandibelzähne sind schwarz. Die Bohrerklappen der Weibchen sind schwarz oder dunkelbraun und somit farblich abweichend von den hinteren Tergiten. Die Vorderflügellänge beträgt gewöhnlich zwischen 15 und 16 mm. Die Fühler beider Geschlechter weisen 57–61 Geißelglieder auf. Das erste Geißelglied ist dreimal so lang wie breit. Die Schläfen sind bei beiden Geschlechtern stark gewölbt. Der Kopf ist in Seitenansicht mit Schläfe 0,9‒1,0 so lang wie das Facettenauge. Der Abstand zwischen den seitlichen Ocelli und dem Innenrand der Facettenaugen ist deutlich und entspricht 0,1‒0,2 mal den Ocellusdurchmesser. Das Gesicht ist unterhalb der Fühlerhöhlen ziemlich poliert mit deutlichen Zwischenräumen zwischen den Einstichen. Die Wangen (malar space) sind etwa 0,2 mal so lang wie die Mandibularbasis bei den Weibchen und etwa 0,2–0,3 mal so lang bei den Männchen. Der Mandibularspalt ist rechtwinklig, mit Innenwinkeln. Die Flügelmembran ist klar bis leicht gelblich. Der Ramellus ist deutlich ausgeprägt, etwa 0,5 mal so breit wie die Diskosubmarginalzelle. Der Radius (Ader Rs) ist gewunden. Die Mesopleuren sind chagriniert mit sehr dichten, großen Einstichen, die oft zentral zusammenlaufen. Der Kiel am Praepectus (epicnemial carina) ist in antero-ventraler Ansicht, mit pleurosternalen Winkeln, leicht vor den sternalen Winkeln. Der pleurosternale Winkel ist spitz bis leicht stumpf. Das Scutellum (Schildchen) ist gelegentlich mit deutlichen lateralen Kielen in der basalen Hälfte. Das Propodeum ist deutlich punktiert und lederartig vor dem vorderen Querkiel, zwischen den Querkielen häufiger ziemlich glänzend, schwach runzelig.

## Verbreitung
Ophion crassicornis besitzt eine westpaläarktische Verbreitung. Die Art ist in Europa weit verbreitet. Das Verbreitungsgebiet reicht von Mittelschweden und Schottland im Norden bis in den Mittelmeerraum (Südfrankreich) und den Balkan im Süden. Im Osten reichen die Funde bis in den Kaukasus (Georgien).

## Lebensweise
Die Schlupfwespen beobachtet man im Frühsommer ab Ende April, am häufigsten im Juni. Den typischen Lebensraum bilden offene und halboffene Landschaften.
Ophion crassicornis ist wie alle Vertreter der Gattung Ophion ein koinobionter Endoparasitoid, das heißt, die Schlupfwespenlarve entwickelt sich in der weiterhin aktiven Wirtslarve und tötet diese erst, wenn sich diese verpuppt. Ophion crassicornis konnte aus einer Schwarzen Glattrückeneule (Aporophyla nigra) gezüchtet werden.

## Bilder

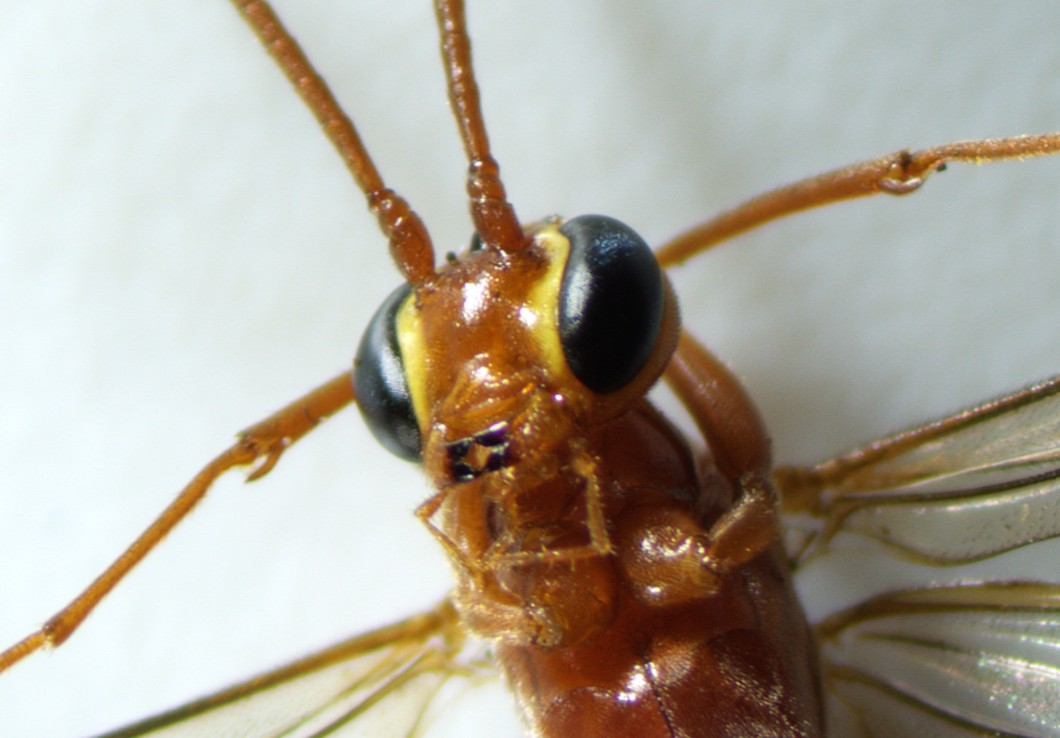
Gesicht
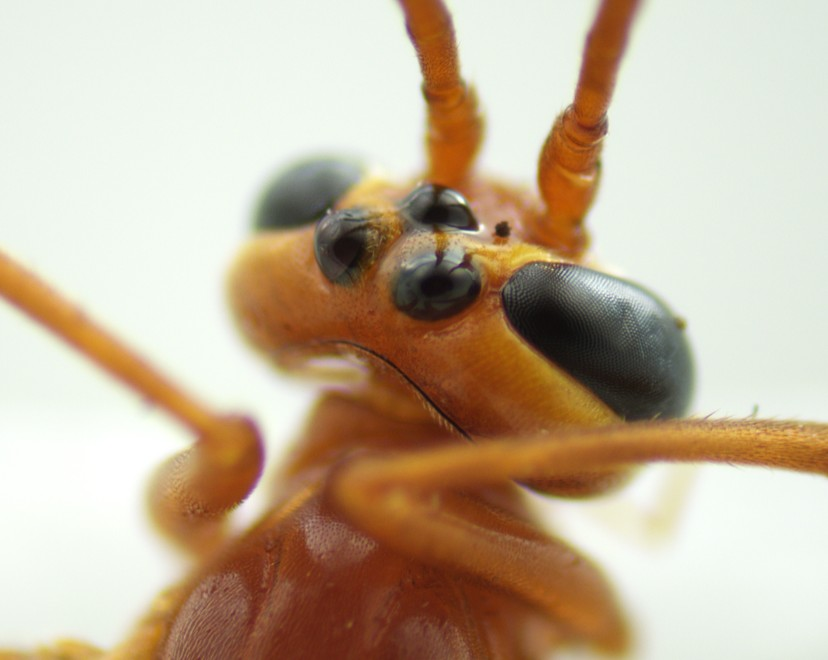
Ocelli und Hinterkopf
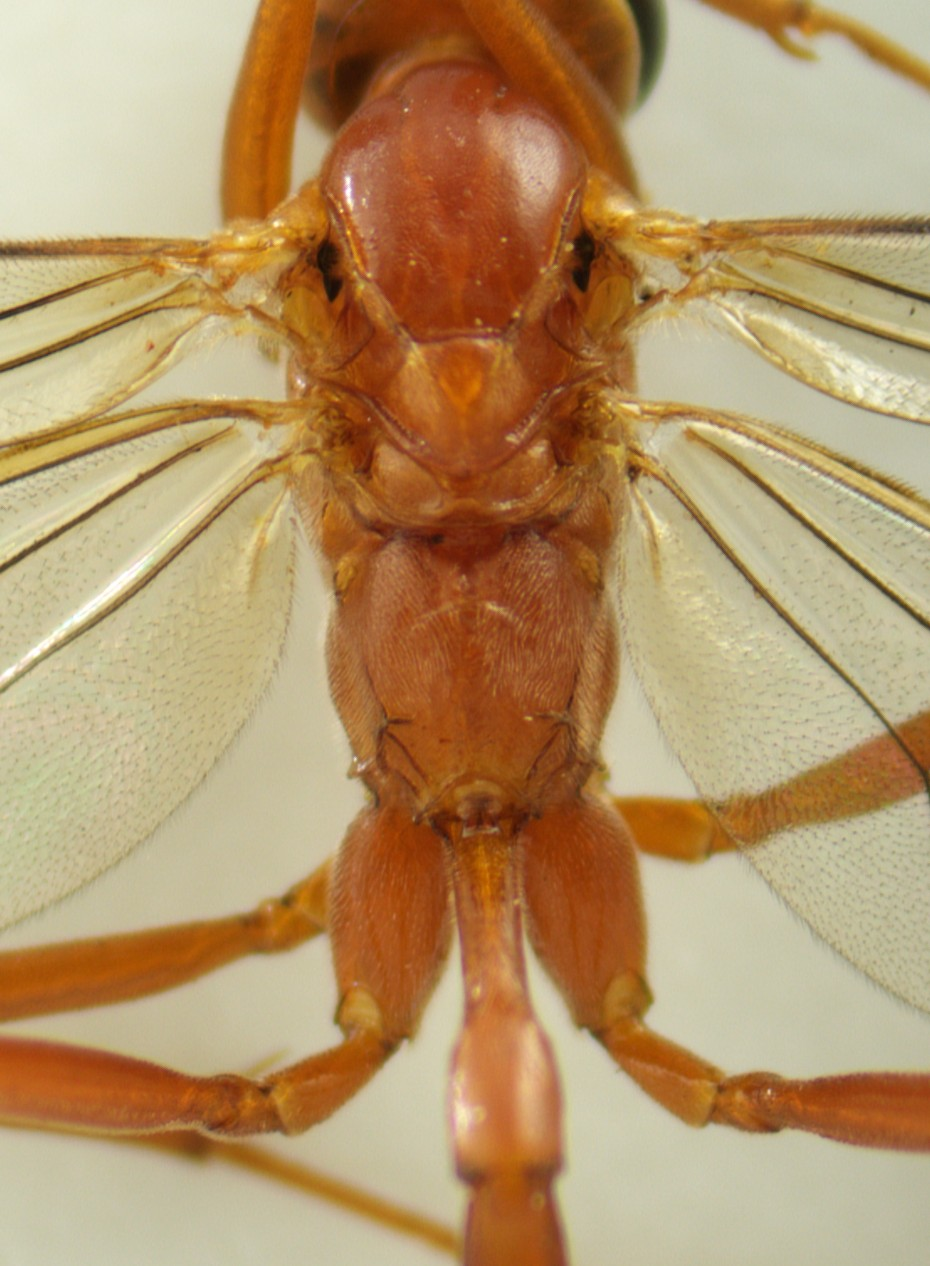
Dorsalansicht
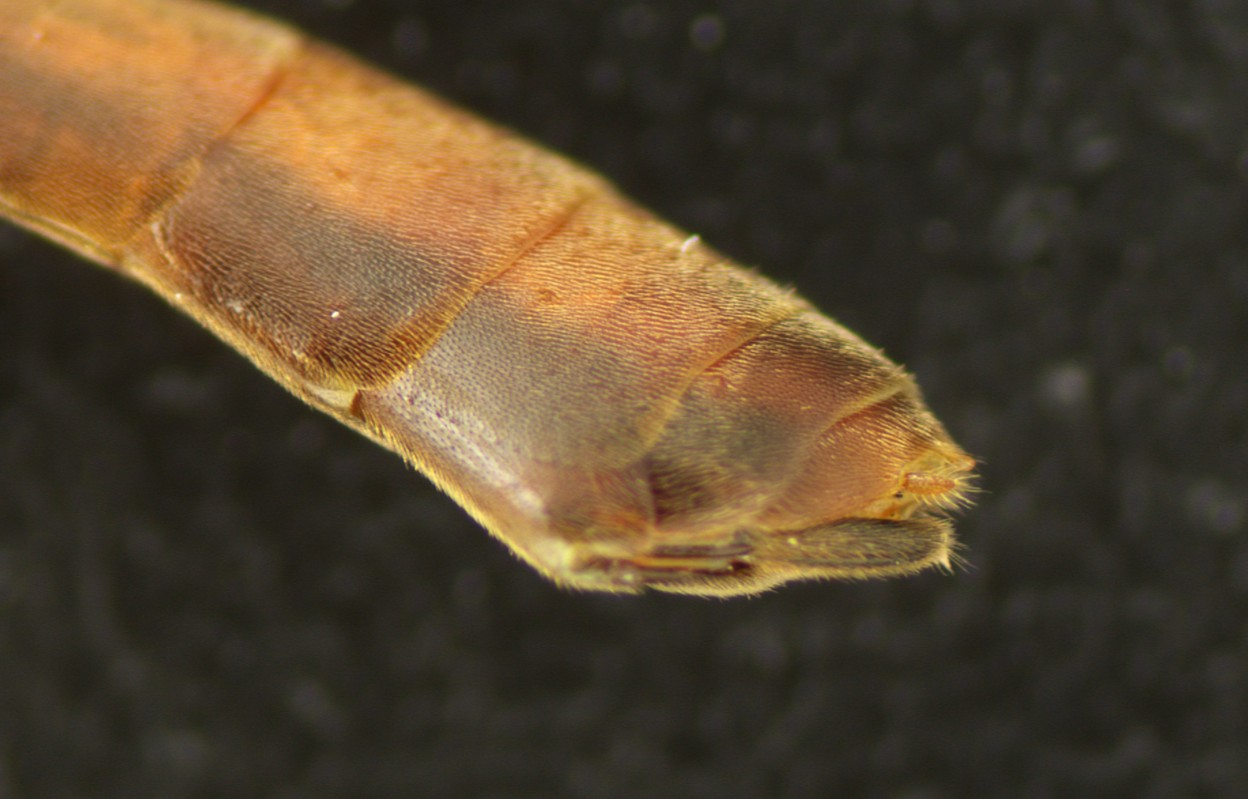
♀ Hinterleibsende, Legebohrer sichtbar
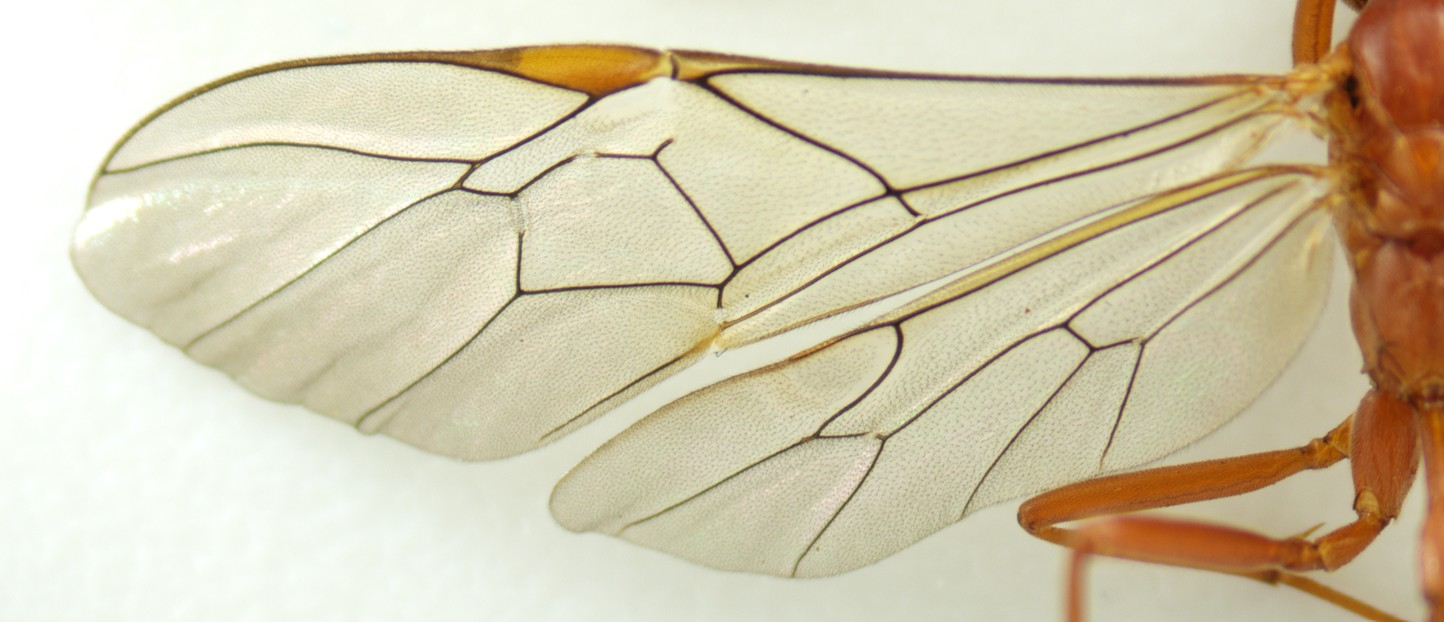
♀ Flügel